# 路易斯湖城堡酒店

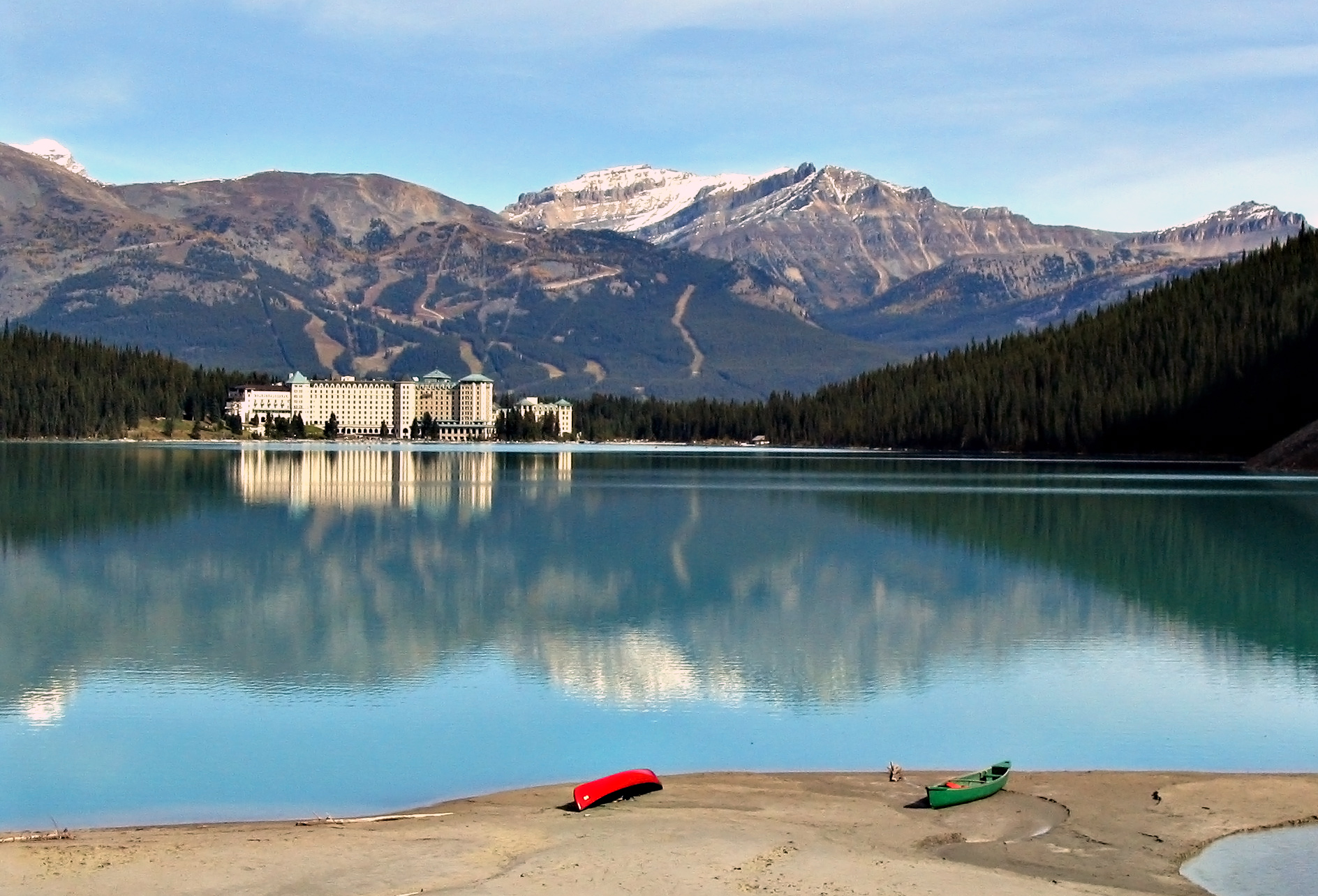
路易斯湖城堡酒店

路易斯湖城堡酒店（英語：Chateau Lake Louise）是一间费尔蒙特酒店集团旗下的酒店，位于加拿大艾伯塔省路易斯湖畔。酒店由加拿大太平洋铁路集团建造于19世纪末20世纪初。1924年7月3日，酒店曾遭遇火灾，一年后修复。